# Зигфрид Зелберхер
Зигфрид Зелберхер (Клостернојбург, 3. август 1955) је истакнути аустријски научник у области микроелектронике. Професор је на Институту за микроелектронику Техничког универзитета у Бечу. Главна тема његових истраживања су моделовање и симулација физичких појава у области микроелектронике.

## Биографија
Од 1988. Зигфрид Зелберхер је редовни професор на предмету Софтверска технологија микроелектронских система на Техничком универзитету у Бечу (TU Wien). Студирао је електротехнику на Техничком универзитету у Бечу, где је 1978. године добио звање дипломираног инжењера, да би 1981. године докторирао у области техничких наука, а 1984. године завршио је и хабилитацију чиме је изабран за доцента. Након тога неколико година провео је као гостујући истраживач у Беловим лабораторијама.  периоду од 1996. до 2020. године проф. Селберхер је био истакнути предавач за Удружење електронских уређаја (EDS - Electron Devices Society) од Институтa Инжењера Електротехнике и Електронике (IEEE). Проф. Селберхер је дуги низ година био на челу Института за микроелектронику при ТУ Беч (сада овај институт води његов млађи колега Тибор Грасер). У периоду од 1998. до 2005. године био је декан Факултета за електротехнику и информационе технологије. Између 2001. и 2018. био је члан и заменик председника надзорног одбора амс АГ и од 2018. служи као научни саветник одбора. Од 2004. члан је саветодавног одбора у Међууниверзитетском одсеку за агробиотехнологију (Inter-University Department for Agrobiotechnology, IFA-Tulln).

## Достигнућа
У својој научној каријери проф. Зигфрид Зелберхер је до сада, са својим тимовима истраживача, објавио више од 400 научних радова у часописима и више од 1200 радова у зборницима научних конференција, при чему је одржао више од 250 позивних предавања. Осим тога, аутор је три књиге и уредник више од 40 других књига, а био је и ментор више од 100 докторских дисертација.
Током свог истраживачког рада проф. Зигфрид Зелберхер је развио симулатор MOS (Metal-Oxide-Semiconductor) полупроводничких компонената, познат под називом MINIMOS, у коме је имплементиран модел за покретљивост носилаца наелектрисања који носи његово име. Осим тога, руководио је великим бројем истраживачких пројеката финансираних од стране познатих полупроводничких компанија и агенција, као што су Аустријски научни фонд (Austrian Science Fund — FWF), Истраживачко удружење Кристија Доплер (Christian Doppler Research Association — CDG), и Европски истраживачки савет (European Research Council — ERC).

## Награде
(Избор)
- 2021: 'Fellow' Азијско-пацифичког удружења за вештачку интелигенцију (AIAA)[9]
- 2021: 'Life Fellow' од Института Инжењера Електротехнике и Електронике, IEEE
- 2018: Кледо Брунети Награда од Института Инжењера Електротехнике и Електронике, IEEE
- 2015: Франц Дингхофер медаља Дингхофер института[10]
- 2014: Марин Дринов медаља: почасни знак Бугарске академије наука[11]
- 2013: Редован Члан на Европској Академијi[12]
- 2011: Сребрни крст части за услуге у Доњој Аустрији[13]
- 2009: 'Advanced Grant' од ERC-а[14]
- 2006: Почасни докторат Универзитета у Нишу
- 2005: Велика Медаља Части за Служење Републици Аустрији
- 2004: Пуно чланство у Европској Академији Наука и Уметности[15]
- 2001: Награда Ервин Шредингер од Аустријске Академије Наука, ÖAW[16]
- 1994: Медаља Wilhelm Exner од Аустријске Трговачке Асоцијације, ÖGV[17]
- 1993: 'Fellow' од Института Инжењера Електротехнике и Електронике, IEEE
- 1986: Награда Heinz Zemanek од Аустријског Друштва Информатичара, ÖCG[18]
- 1983: Награда Dr. Ernst Fehrer Техничког универзитета у Бечу, TU Wien

## Важне Публикације
(Избор)

### Радови у научним часописима
- Filipovic, Lado; Selberherr, Siegfried (2019). „Thermo-Electro-Mechanical Simulation of Semiconductor Metal Oxide Gas Sensors”. Materials. 12 (15): 2410. Bibcode:2019Mate...12.2410F. PMC 6695634 . PMID 31357746. doi:10.3390/ma12152410 ..
- Sverdlov, Viktor; Selberherr, Siegfried (2015). „Silicon spintronics: Progress and challenges”. Physics Reports. 585: 1—40. Bibcode:2015PhR...585....1S. doi:10.1016/j.physrep.2015.05.002..
- Ceric, H.; Selberherr, S. (2011). „Electromigration in submicron interconnect features of integrated circuits”. Materials Science and Engineering: R: Reports. 71 (5–6): 53—86. doi:10.1016/j.mser.2010.09.001..
- Sverdlov, V.; Ungersboeck, E.; Kosina, H.; Selberherr, S. (2008). „Current transport models for nanoscale semiconductor devices”. Materials Science and Engineering: R: Reports. 58 (6): 228—270. doi:10.1016/j.mser.2007.11.001..
- Grasser, T.; Ting-Wei Tang; Kosina, H.; Selberherr, S. (2003). „A review of hydrodynamic and energy-transport models for semiconductor device simulation”. Proceedings of the IEEE. 91 (2): 251—274. doi:10.1109/JPROC.2002.808150..
- Selberherr, S.; Schutz, A.; Potzl, H.W. (1980). „MINIMOS—A two-dimensional MOS transistor analyzer”. IEEE Transactions on Electron Devices. 27 (8): 1540—1550. Bibcode:1980ITED...27.1540S. doi:10.1109/T-ED.1980.20068..

### Књиге
- M. Nedjalkov, I. Dimov, S. Selberherr. Stochastic Approaches to Electron Transport in Micro- and Nanostructures, Birkhäuser, Basel,  978-3-030-67916-3, 214 страници, 2021, Stochastic Approaches to Electron Transport in Micro- and Nanostructures. Modeling and Simulation in Science, Engineering and Technology. 2021. ISBN 978-3-030-67916-3. S2CID 234333529. doi:10.1007/978-3-030-67917-0..
- R. Klima, S. Selberherr (24. 9. 2010). Programmieren in C, 3. Auflage. Springer-Verlag, Wien-New York. ISBN 978-3-7091-0392-0., 366 страници, 2010, Klima, Robert; Selberherr, Siegfried (2010). Programmieren in C. Bibcode:2010pic..book.....K. ISBN 978-3-7091-0392-0. doi:10.1007/978-3-7091-0393-7.
- J.W. Swart, S. Selberherr, A.A. Susin, J.A. Diniz, N. Morimoto. (Eds.) Microelectronics Technology and Devices, The Electrochemical Society.  978-1-56677-646-2 , 661 страници, 2008.
- T. Grasser, S. Selberherr. (Eds.) Simulation of Semiconductor Processes and Devices, Springer-Verlag, Wien-New York.  978-3-211-72860-4 , 460 страници, 2007, Grasser, Tibor; Selberherr, Siegfried, ур. (2007). Simulation of Semiconductor Processes and Devices 2007. ISBN 978-3-211-72860-4. doi:10.1007/978-3-211-72861-1..
- F. Fasching, S. Halama, S. Selberherr. (Eds.) Technology CAD Systems, Springer-Verlag, Wien-New York.  978-3-7091-9317-4 309 страници, 1993, Fasching, Franz; Halama, Stefan; Selberherr, Siegfried, ур. (1993). Technology CAD Systems. ISBN 978-3-7091-9317-4. S2CID 37614926. doi:10.1007/978-3-7091-9315-0..
- S. Selberherr (30. 12. 2011). Analysis and Simulation of Semiconductor Devices. Springer-Verlag, Wien-New York. ISBN 978-3-7091-8754-8. 294 страници, 1984, Selberherr, Siegfried (1984). Analysis and Simulation of Semiconductor Devices. ISBN 978-3-7091-8754-8. doi:10.1007/978-3-7091-8752-4.